# Osmán II
Osman II (Estambul, 3 de noviembre de 1604 - Estambul, 20 de mayo de 1622) fue un sultán del Imperio otomano que reinó desde 1618 hasta su muerte.

## Biografía
Osman era el primer hijo de Ahmed I (1590-1617) (r.1603-1617), y su consorte Mahfiruz Hatice Hatun (1590-1620). Subió al trono a la temprana edad de catorce años como resultado de un golpe de Estado contra su tío Mustafa I, que se cree fue provocado por la madre de sus medios hermanos Kösem Sultan. El 24 de diciembre de 1619 nombró gran visir al almirante Çelebi Ali Bajá, acto que marcó la adopción de una política exterior expansionista y la imposición de un modo de gobierno absolutista dominado por la corte que duró el resto del reinado. El almirante había desempeñado un papel relevante en el derrocamiento de Mustafa en febrero del año anterior. De inmediato, el sultán decidió declarar la guerra a Polonia-Lituania.
A pesar de su juventud, Osman pronto procuró afianzar su poder como soberano, por entonces limitado por poderosas figuras de la corte y ciertos familiares, mediante una gran victoria militar y decidió conducir personalmente la invasión otomana de Polonia durante las guerras de los Magnates de Moldavia, que culminaron en la guerra polaco-otomana de 1620-1621, pese a que gran parte del Gobierno trató de disuadirlo. Fue estrepitosamente derrotado en la batalla de Jotín en septiembre y octubre de 1621 (en realidad, el asedio de Jotín, comenzado en enero) por el hetman (segundo comandante en jefe después del monarca) polaco Jan Karol Chodkiewicz. Osman II regresó a Constantinopla humillado (9 de enero de 1622), culpando a la cobardía de los jenízaros de su deshonra en el campo de batalla.
Probablemente siendo el primer sultán que identificó y vislumbró al cuerpo de jenízaros como una institución pretoriana que perjudicaba más que beneficiaba al moderno Imperio, Osman intentó reorganizar y limitar sus poderes cerrando sus salones de café (los puntos de encuentro para conspirar contra el trono) y trasladó tropas leales a la capital. Se aprestaba a realizar una nueva campaña en el Levante, probablemente para reclutar mercenarios que le fuesen leales y reducir con ello el poder del Ejército cuando el 19 de mayo los soldados lo derrocaron y devolvieron el trono a su tío Mustafa. El motín palaciego habría sido alentado por Halime Sultan, la madre de Mustafa I. Osman fue apresado, torturado y asesinado al día siguiente de perder el poder. Fue el primer regicidio en la historia del Imperio otomano.
Osman era seguramente un joven sultán impetuoso, conocido por ser vengativo y a veces sádico. Sus ideales soñadores tales como hacer capital a Bursa, eliminar el ejército, reinstaurar el fraticidio, conquistar Viena, fueron los que llevaron a su abrupto final.

## Consortes
- Haseki Ayşe Sultan (1603-1640), fue su primera consorte y madre de Şehzade Ömer. Era hija del astrólogo Ahmed Efendi. Ayşe era nieta de Pertev Paşa, y bisnieta de Hatice Sultan, la hermana de Solimán el Magnífico. Fue la única esposa en recibir el título de Haseki Sultan, aun así fue considerada una esposa políticamente insignificante. Se casaron en 1619;
- Akile Rukiyye Hanım (1607-1630), fue uno de los matrimonios más comentados de la historia otomana, ya que ella era hija del Şeyhülislam Hocazade Esad Efendi, por lo que Osman rompió reglas al casarse con ella. Se casaron el 7 de febrero de 1622 y tuvieron dos hijos nacidos luego de la ejecución de Osman;
- Meylişah Hatun (1608-1631), su nombre apareció en enero de 1622 como una nueva concubina sin hijos. Otros la mencionan como Meleksima o Meylikaya. A veces es confundida como madre de Şehzade Ömer.

## Descendencia

### Hijos
- Şehzade Ömer (20 de octubre de 1621 - enero de 1622), hijo con Ayşe. Murió mientras celebraban una victoria. El príncipe estaba presente en estos juegos y por un repentino disparo de un arcabuz lo asesinó. Otros dicen que el shock por los disparos tan fuertes el murió;
- Şehzade Mustafa (Noviembre de 1622 - c.1623), hijo con Akile, murió joven;

### Hija
- Zeynep Sultan (Noviembre de 1622 - c.1624), hija con Akile. El privy purse indica su nombre durante el primer año de reinado de su tío, Murad IV. El mismo año deja de ser mencionada entre octubre y noviembre, indicando que falleció entre esas fechas.